# Gábor Babos
Gábor Babos (Sopron, 24 de outubro de 1974) é um ex-futebolista húngaro que  jogava como goleiro para o NEC Nijmegen e era o capitão da equipe. Entre suas ex-equipes está Feyenoord Rotterdam.

## Títulos
MTK Hungária FC
- Campeonato Húngaro: 1997, 1999
  - Vice-campeoanto: 2000

- Copa da Hungria: 1997, 1998, 2000

Individual
- Goleiro do futebol holandês do ano: 2004, 2008